# 陈淳 (理学家)
陈淳（1159年—1223年），字安卿，号北溪，中国福建龙溪县游仙乡龙州里（今漳州市龙文区朝阳镇石井蓬洲社）人，中国南宋时期理学家，师从朱熹，有《北溪字义》等著作。

## 生平
紹興二十九年（1159）出生，出世时，“百草皆香”。由林宗臣指引其閱讀《近思錄》。娶李唐咨之女為妻。紹熙元年（1190），求教於朱熹，朱熹以「窮究根源」勉之。慶元五年（1199）冬天，再次拜見朱熹，再以「下學工夫」勉之。朱熹死后，陈淳寓居南緅讲学。由於世居龙江北溪之滨，学者称為北溪先生。《北溪字義》一書，係陳淳晚年講學內容，由其弟子王雋整理。嘉定十五年（1222），獲任命為安溪主簿，未到任，嘉定十六年（1223）四月卒。另撰有《小学诗礼》。